# Trosbekendelse (eksperimentalfilm)
|  | Denne artikel er oprettet af botten Steenthbot ud fra en ekstern database. Den kan derfor have sproglige fejl eller mangler. Denne skabelon kan fjernes efter kontrol af indholdet. |

Trosbekendelse er en dansk eksperimentalfilm fra 1992 instrueret af Mads Tobias Olsen efter eget manuskript.

## Handling
Den nysgerrige er altid på VEJ, i bevægelse. Når han fokuserer på noget, kaster sin SÆD, vil det gro og en KONFLIKT må opstå. Med TROSKAB når han alligevel sit MÅL og er snart på VEJ igen...Vi kradser os vej igennem endeløse og kaotiske informationer, reklamer og fiktioner. Undervejs trækker vi en streg, så vi ikke farer vild.